# 吉里维莱
吉里维莱（法語：Giriviller）是法国默尔特-摩泽尔省的一个市镇，属于吕内维尔区（Lunéville）热尔贝维莱县（Gerbéviller）。该市镇总面积7.71平方公里，2009年时的人口为76人。

## 人口
吉里维莱人口变化图示